# 阿齐兹·贝希奇
阿齐兹·埃拉尔塔伊·贝希奇（英語：Aziz Eraltay Behich；1990年12月16日—）是澳洲的职业足球运动员，司职后卫，现效力於澳大利亞職業足球聯賽球会墨爾本城，澳洲國家足球隊成员。

## 榮譽
格林古利
- 澳洲維多利亞州國家超級聯賽 : 2008[6]

巴沙克舒希
- 土耳其足球超級聯賽 : 2019–20[7]

澳洲國家隊
- 亞足聯亞洲杯 : 2015